# Herbert Banse
Herbert Banse (* 31. August 1900 in Thorn; † ) war ein nationalsozialistischer Funktionär und deutscher Landrat im 1939 annektierten Teil Polens.

## Leben und Wirken
Banse war der Sohn eines Telegraphiebeamten aus Thorn. Er trat zum 1. Dezember 1930 der NSDAP bei (Mitgliedsnummer 381.200) und wurde nach dem Überfall auf Polen 1939 Kreisleiter und Landrat in Żnin im deutsch besetzten Polen. Gemäß der nationalsozialistischen Anordnung über die Verwaltungsführung in den Landkreisen vom 28. Dezember 1939 unterstand dem Kreisleiter der NSDAP die „Menschenführung“ und dem Landrat die Verwaltung. Während seiner Dienstzeit wurde die Stadt Żnin im Mai 1941 in ‚Dietfurt‘ umbenannt. Banse, der die Funktion bis dahin kommissarisch ausgeübt hatte, wurde mit Wirkung vom 1. August 1941 zum regulären Landrat im Landkreis Dietfurt (Wartheland) ernannt. Ab April 1942 verwaltete er vertretungsweise auch den Nachbarkreis Altburgund (Szubin), dessen Landrat Karl-Hermann Zülch sich im Kriegseinsatz befand. Banse blieb bis Mai 1943 in dieser Stellung und wurde nach Korruptionsvorwürfen zunächst durch einen Vertreter ersetzt. Im Oktober 1943 übernahm der Landrat des Nachbarkreises Altburgund das Amt kommissarisch mit, und die Verwaltungen beider Kreise wurden in Dietfurt zusammengeführt. Banse wurde im Juli 1943 von einem Sondergericht wegen Kriegswirtschaftsverbrechen zu sieben Jahren Zuchthaus verurteilt. Grund waren laut zeitgenössischer Berichterstattung in der Parteipresse „umfangreiche Fleisch- und Fettverschiebungen“, die er über Jahre hinweg gemeinsam mit dem Geschäftsführer einer Fleischwarenfabrik in Jannowitz (Janowiec) begangen und die Lebensmittel für sich, seine Familie und seine Gäste verbraucht oder an Bekannte abgegeben haben soll.
Nach dem Zweiten Weltkrieg lebte er in Herne und arbeitete als Kaufmann, unter anderem im Interzonenhandel mit der SBZ. Vor dem Entnazifizierungs-Hauptausschuss für den Regierungsbezirk Arnsberg in Hagen versuchte er 1949, seine Verurteilung durch das NS-Sondergericht im Jahr 1943 als Beweis für seinen angeblichen „aktiven Widerstand“ werten zu lassen. Dabei behauptete er, er sei auf Betreiben der Gestapo aus der Partei ausgeschlossen und zu Unrecht verurteilt worden und bereits seit Dezember 1944 entlassen und rehabilitiert. Anfang 1950 wurde Banse auf dieser Grundlage in die Kategorie V („entlastet“) eingruppiert, wogegen der Berufungsausschuss jedoch Bedenken erhob und die Entscheidung durch den Sonderbeauftragten für die Entnazifizierung beim NRW-Justizministerium unter Artur Sträter, Robert Saalwächter, aufheben und an den Ausschuss zurückverweisen ließ. Im April 1950 wurde Banse daraufhin erneut als „entlastet“ beurteilt und endgültig entnazifiziert.
Anschließend zog Banse nach Georgsmarienhütte, wo er 1952 als „Landrat zur Wiederverwendung“, das heißt als „einheimischer verdrängter Beamter“ nach G 131, anerkannt und in den 1950er Jahren Gemeinderatsmitglied war. Er kandidierte als „Landrat a. D.“ im Wahlkreis 28 (Osnabrück) für den GB/BHE zur Bundestagswahl 1957.

## Distinktionen
Im Rahmen der Feiern zum so genannten „Posener Tag der Freiheit“, dem Jahrestag der Bildung des „Reichsgaus Posen“ (ab 1940 „Wartheland“ genannt), wurde Banse am 24. Oktober 1942 das Gauehrenzeichen des Warthelandes „für Verdienste im  Volkstumskampf“ verliehen.